# Pädaste

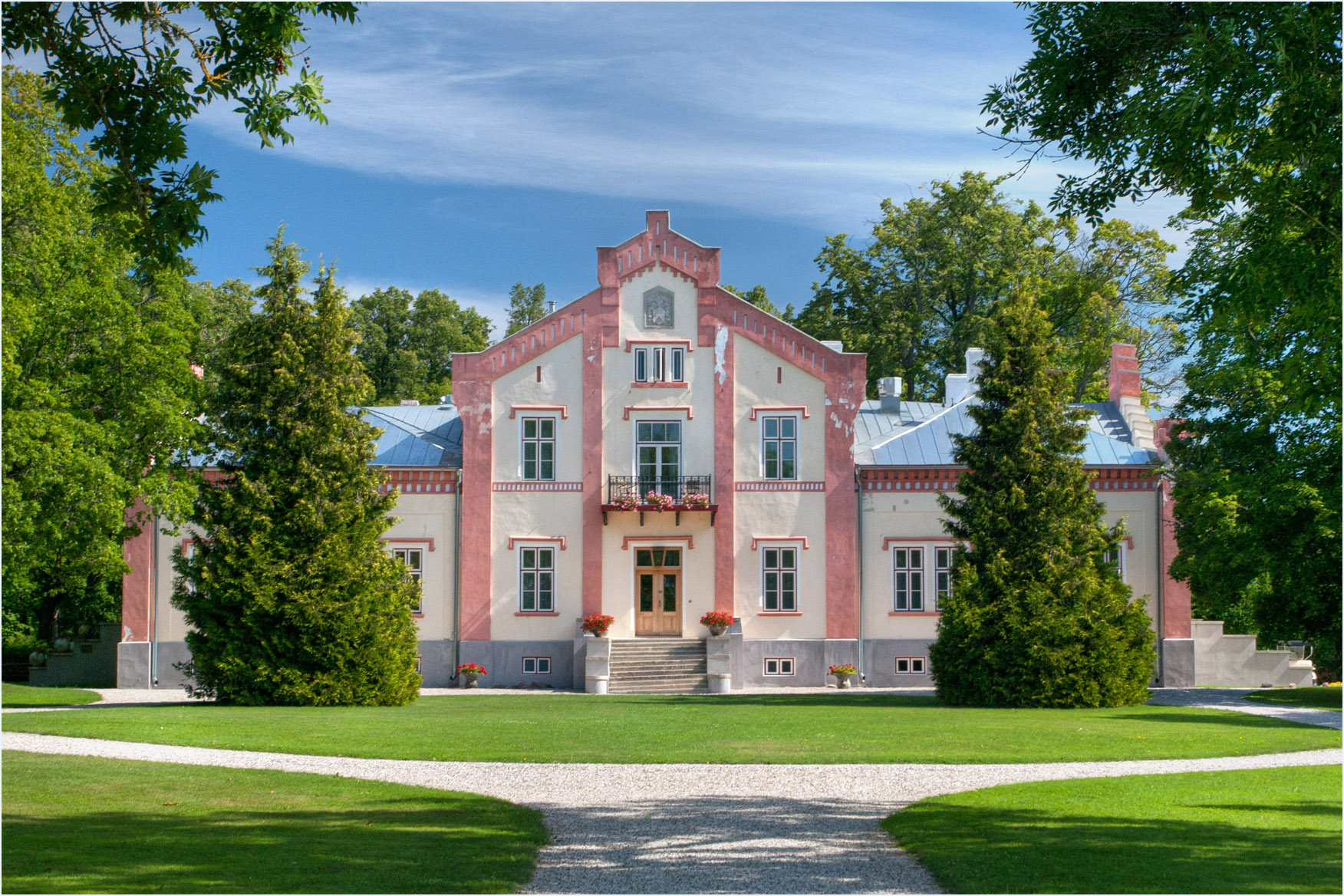
Gutshaus Pädaste

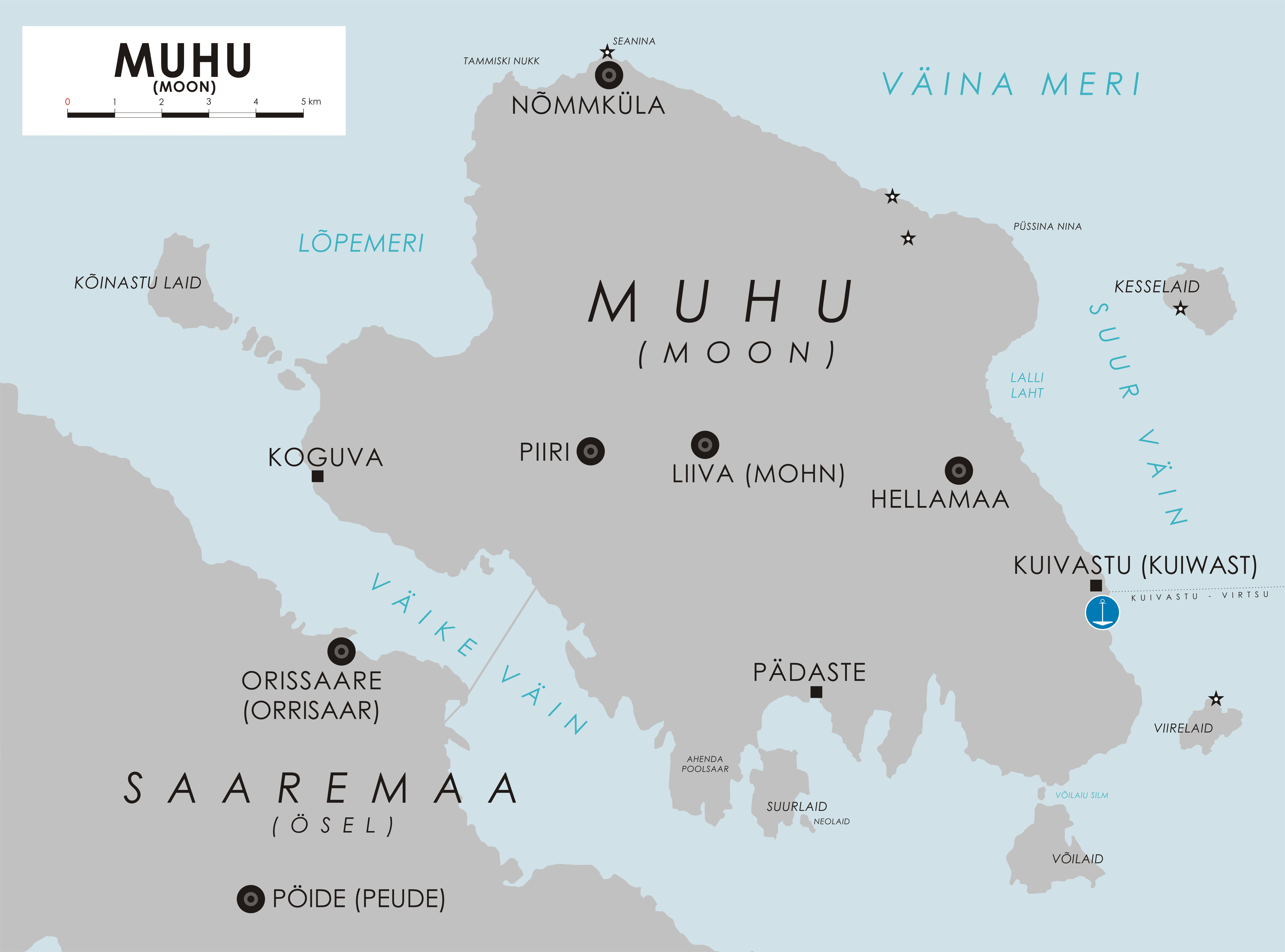
Karte der Insel Muhu mit Pädaste im Süden

Pädaste (deutsch Peddast) ist ein Dorf auf der estnischen Insel Muhu.
Pädaste liegt im Süden von Muhu an der Rigaer Bucht der Ostsee. Es gehört zur Gemeinde Muhu (estnisch Muhu vald) im Kreis Saare. Das Dorf hat 48 Einwohner.

## Gutshaus Pädaste
Bekannt ist Pädaste für sein repräsentatives Herrenhaus mit angrenzendem Park und zahlreichen Nebengebäuden. Es ist eines der wenigen estnischen Rittergüter, die direkt am Meer gebaut wurden.
Das Gutshaus wurde erstmals im 16. Jahrhundert urkundlich erwähnt. Es gehörte im Laufe der Geschichte den adligen deutschbaltischen Familien von Knorring, von Aderkas (ab 1768) und von Buxhoeveden. 1875 wurde das heutige Herrenhaus im Stil der Neogotik errichtet. Es wurde 1996 aufwendig renoviert und dient heute als Luxushotel.